# Vukovina
Vukovina falu Horvátországban Zágráb megyében, közigazgatásilag Velika Goricához tartozik.

## Fekvése
Zágráb központjától 18 km-re, községközpontjától 5 km-re délkeletre, a Túrmező síkságán, a Száva-Odra csatorna mellett fekszik.

## Története
A települést a 15. század végén említik először. Egy kisebb kastély állt itt, melyet 1496-ban Alapich Boldizsár vásárolt meg Corvin János hercegtől. Száz évvel később 1578-ban a kastélyt és a falut is felégette a török. A birtok házasság révén lett a Draskovich családé, majd tőlük 1645-ben a zágrábi klarissza apácák tulajdonába került, akik a rend felszámolásáig, a 18. század végéig megtartották. A mai plébániatemplom helyén a 17. század közepéig egy Szűz Mária tiszteletére szentelt kápolna állt, amely a vele egy időben épített kápolnák többségéhez hasonlóan fából épült. Fa harangtornyában három harang volt. A kápolna körül kerített temető feküdt. A kápolna pontos építési ideje nem ismert, de 1630-ban már állt, amikor itt már zarándoklatokat tartottak. Így a vukovinai Szűzanya-zarándoklatok mintegy ötven évvel megelőzik a híres máriabesztercei búcsúkat. 1658-ban a régi fakápolna helyére új templomot emeltek. Az építés éve a harangtorony alatti feliratban található. A főoltáron álló Szűzanya-szobrot 1668-ban az egyházi vizitációban említi először Ljudevit Vukoslavić főesperes. A templomban a zarándokok hálából számos ajándéktárgyat hagytak, melyek közül a legnevezettesebb az az arany és ezüst rózsákkal díszített vörös török zászló volt, amit még 1663. október 16-án Ali pasa ellen aratott győzelmekor zsákmányolt Zrínyi Péter a töröktől. A zarándokok adományaiból épült fel a temetőben az 1677-ben említett Szentháromság-kápolna is. A zarándoklatoknak köszönhetően a vukovinai templom sokkal jobb állapotban fennmaradt, mint a Túrmező többi régi temploma. 1768-ban tornyát építették át és fokozatosan plébániatemplommá, ami 1851-ben vált hivatalossá. 
1857-ben 285, 1910-ben 428 lakosa volt. Trianon előtt Zágráb vármegye Nagygoricai járásához tartozott. 2001-ben a falunak 970 lakosa volt.

## Lakosság
| Lakosság változása | Lakosság változása | Lakosság változása | Lakosság változása | Lakosság változása | Lakosság változása | Lakosság változása | Lakosság változása | Lakosság változása | Lakosság változása | Lakosság változása | Lakosság változása | Lakosság változása | Lakosság változása | Lakosság változása |
| ------------------ | ------------------ | ------------------ | ------------------ | ------------------ | ------------------ | ------------------ | ------------------ | ------------------ | ------------------ | ------------------ | ------------------ | ------------------ | ------------------ | ------------------ |
| 1857               | 1869               | 1880               | 1890               | 1900               | 1910               | 1921               | 1931               | 1948               | 1953               | 1961               | 1971               | 1981               | 1991               | 2001               |
| 285                | 311                | 284                | 430                | 402                | 428                | 350                | 359                | 364                | 374                | 414                | 503                | 611                | 856                | 970                |

## Nevezetességei
Szűz Mária látogatása tiszteletére szentelt plébániatemploma 1658-ban épült barokk-klasszicista stílusban a korábbi templom helyén. A templom a Zágráb-Sziszek főút mentén található. Hajója kör alaprajzú, amelyhez a keleti oldalon egy téglalap alakú, sekély apszissal ellátott szentély kapcsolódik, míg a nyugati főhomlokzat fölött egy téglalap alaprajzú harangtorony emelkedik. Az előcsarnok, a szentély és a sekrestye csehboltozatos, a hajó fölött pedig laternás, csegelyes kupola emelkedik. A berendezés a 20. század elejéről származik. A templomot 1893-ban festette ki Marco Antonini. Ez az egyik legrégebbi horvát Mária-szentély, egyben Zágráb megye egyik legfontosabb szakrális épülete.
Vukovina északi részén található az Alapić-kastély. A 18. század végén épült kastélyt tágas kert veszi körül, gazdasági épületekkel és gazdag növényzettel. A kastély egyemeletes barokk épület, téglalap alaprajzzal. Faragott tölgyfadeszkából építették, melyet vakoltak és fehérre meszeltek. A földszint valaha gazdasági, az első emelet lakófunkciót töltött be. A mennyezet vakolt fagerendákból áll.